# Конференция католических епископов Венгрии
Венгерская конференция католических епископов (венг. Magyar Katolikus Püspöki Konferencia) — конференция католических епископов Венгрии. В её состав входит 22 человека: 15 епископов, возглавляющих 15 архиепархий и епархий Венгрии (включая трёх епископов Венгерской грекокатолической церкви), 5 вспомогательных епископов, аббат территориального аббатства Паннонхальма и военного ординариата Венгрии.
Конференция была создана после Второго Ватиканского собора, её первым председателем стал архиепископ Калочи Эндре Хамваш. 5 мая 2001 года Святой Престол утвердил Устав Конференции католических епископов Венгрии. В настоящее время её возглавляет епископ Андраш Вереш.
Венгерская конференция католических епископов является полноправным членом Совета конференций католических епископов Европы и Совета конференций католических епископов Европейского союза.

## Список председателей
1. Эндре Хамваш (1966—1969);
2. Йожеф Ийяш (1969—1976);
3. кардинал Ласло Лекаи (1976—1986);
4. кардинал Ласло Пашкаи (1986—1990);
5. Иштван Шерегей (1990—2005);
6. кардинал Петер Эрдё (2005—2015);
7. Андраш Вереш (2015-).

## Руководство Конференции католических епископов Венгрии
- Андраш Вереш — епископ Дьёра, председатель конференции;
- Дьёрдь Удварди — архиепископ Веспрема, вице-председатель конференции.

## Состав конференции по данным на 2025 год
- Петер Эрдё — кардинал, примас Венгрии, архиепископ Эстергома-Будапешта;
- Дьёрдь Удварди — архиепископ Веспрема, вице-председатель конференции;
- Балаж Бабель — архиепископ Калочи-Кечкемета;
- Чаба Терняк — архиепископ Эгера;
- Петер Кочиш — грекокатолический архиепископ Хайдудорога;
- Жолт Мартон — епископ Ваца;
- Ференц Паланки — епископ Дебрецена-Ньиредьхазы;
- Андраш Вереш — епископ Дьёра, председатель конференции;
- Ласло Варга — епископ Капошвара;
- Атаназ Орос — грекокатолический ординарий епархии Мишкольца;
- Абель Сочка — грекокатолический ординарий епархии Ньиредьхазы;
- Ласло Фелфёльди — епископ Печа;
- Ласло Кишш-Риго — епископ Сегеда-Чанада;
- Антал Шпаньи — епископ Секешфехервара;
- Янош Секей — епископ Сомбатхея;
- Корнель Фабри — вспомогательный епископ архиепархии Эстергома-Будапешта;
- Габор Мохош — вспомогательный епископ архиепархии Эстергома-Будапешта;
- Левенте Балаж Мартош — вспомогательный епископ архиепархии Эстергома-Будапешта;
- Лайош Варга — вспомогательный епископ и генеральный викарий епархии Ваца;
- Бенедек Сабольч Фекете — вспомогательный епископ епархии Сомбатхея;
- Астрик Варшеги — территориальный аббат Паннонхальмы;
- Тибор Берта — военный ординарий Венгрии.